# Manuel Almunia
Manuel Almunia Rivero, španski nogometaš, * 19. maj 1977, Pamplona, Španija.
Almunia je nekdanji nogometni vratar, ki je bil član več španskih in angleških klubov. Najbolj znan je po svojem času pri londonskem Arsenalu, ki ga je najel leta 2004 kot rezervnega vratarja. Leta 2006 je nastopil v finalu Lige prvakov, ko je prvi vratar Jens Lehmann v prvem polčasu prejel rdeči karton. Leta 2007 je pri 30 letih izpodrinil Lehmanna kot prvi vratar Arsenala ter je redno nastopal v naslednjih treh sezonah, dokler ga ni nadomestil 20-letni Wojciech Szczęsny. Kariero je končal leta 2014 pri Watfordu, kjer je bil dve sezoni prvi vratar v angleški drugi ligi Championship.